# Allan Pease
Allan Pease (* 1952 in Melbourne, Victoria) ist ein australischer Kommunikationstrainer, Experte für Körpersprache und Co-Autor von Ratgebern, von denen einige Bestseller sind.

## Leben
Ursprünglich Musiker, wurde Pease ein Vertreter für Lebensversicherungen und begann dann eine Karriere als Redner und Berater im Vertrieb und anschließend für Körpersprache und Kommunikationsfähigkeiten.
Zuerst bekannt wurde er 1981 für sein meistgekauftes Buch Body Language. Pease hat auch eine Vielzahl von Büchern geschrieben über Kommunikation und die Unterschiede der Geschlechter im menschlichen Verhalten, viele gemeinsam mit seiner Ehefrau Barbara Pease. 1999 schrieb er mit ihr Warum Männer nicht zuhören und Frauen schlecht einparken. Das Buch bedient sich der Biologie und der Evolutionspsychologie, um Unterschiede zwischen Männern und Frauen zu erklären. Darin steht er John Gray nahe.

## Verfilmung
- Warum Männer nicht zuhören und Frauen schlecht einparken, deutscher Spielfilm, 2007.